# فرانك لويس روجرز
فرانك لويس روجرز (بالإنجليزية: Frank Lewis Rogers)‏ هو سياسي نيوزلندي، ولد في 1932، وتوفي في 25 أبريل 1980. حزبياً، نشط في حزب العمال النيوزيلندي. وقد انتخب عضو مجلس النواب النيوزيلندي.